# Hampigny
Hampigny é uma comuna francesa na região administrativa de Grande Leste, no departamento de Aube. Estende-se por uma área de 9,49 km². Em 2010 a comuna tinha 243 habitantes (densidade: 25,6 hab./km²).